# ساموئل چالنور
ساموئل چالنور (انگلیسی: Samuel Challinor; ۲ آوریل ۱۸۹۰ – ۱۵ مارس ۱۹۶۳) بازیکن فوتبال اهل بریتانیا بود.
از باشگاه‌هایی که در آن بازی کرده‌است می‌توان به باشگاه فوتبال ویتون آلبیون، باشگاه فوتبال اورتون و باشگاه فوتبال برنتفورد اشاره کرد.